# Albert Wolffson

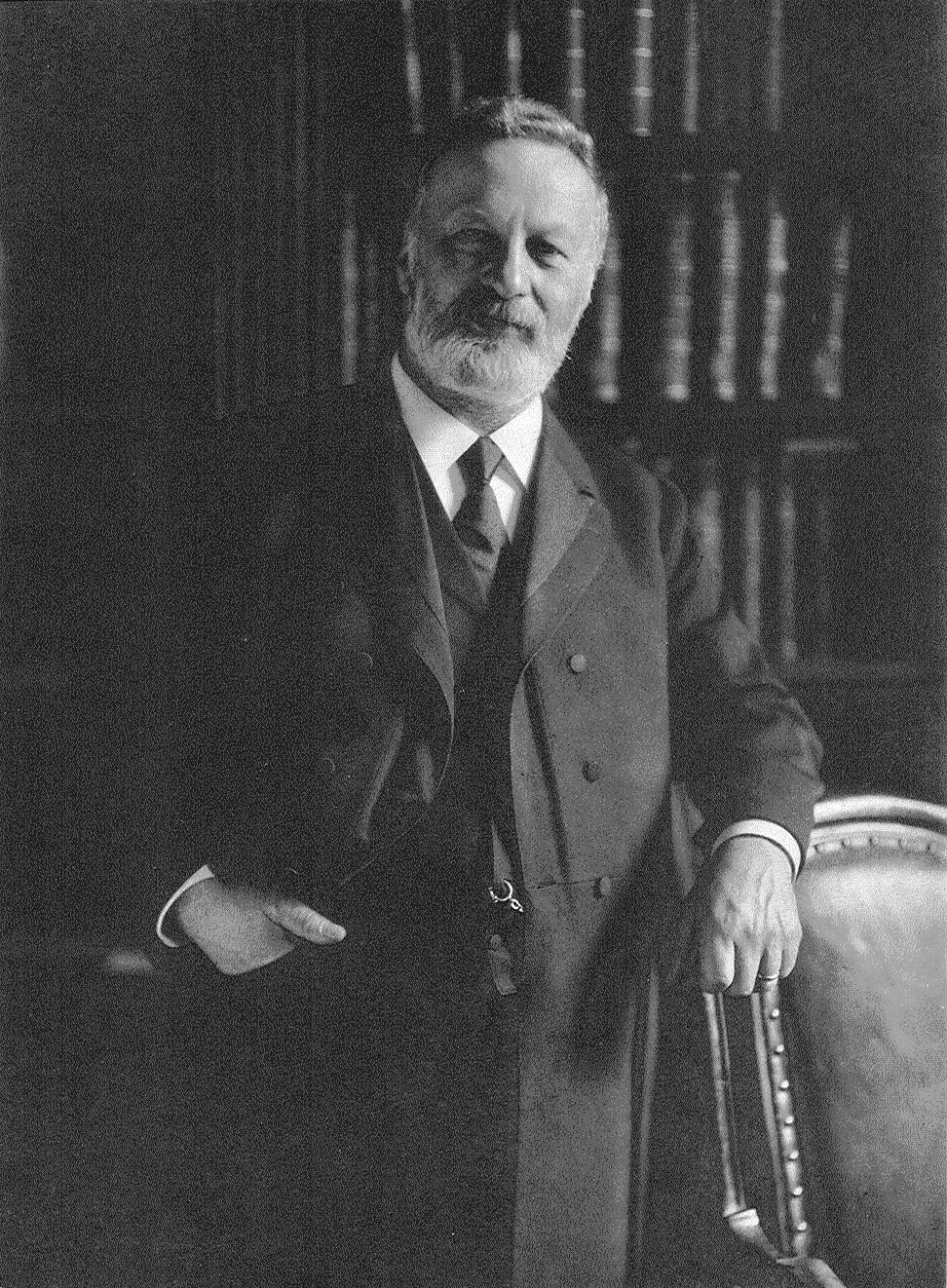
Albert Wolffson 1905

Albert Martin Wolffson (* 21. Juli 1847 in Hamburg; † 16. Dezember 1913) war ein Hamburger Rechtsanwalt und liberaler Politiker.

## Leben
Wolffson war ein Sohn des Hamburger Juristen Isaac Wolffson. Seine Mutter, die als ehrenamtliche Inspektorin in einer Bewahranstalt von Charlotte Paulsen arbeitete, starb wie die Schwestern Martha und Helene früh. Eine weitere Schwester war Agnes Wolffson. Nach einem Studium der Rechtswissenschaft, das er 1868 in Göttingen abschloss, wurde Wolffson am 21. Juli 1869 in Hamburg als Advokat zugelassen. Er trat in die Kanzlei seines Vaters ein. Sein Vater verließ die Kanzlei Mitte der achtziger Jahre und Max Schramm und Otto Dehn wurden Partner der sich sehr erfolgreichen entwickelnden Kanzlei. Ab 1895 war Wolffson Anwalt Hamburger Behörden bei Zivilprozessen.
Wolffson engagierte sich wie sein Vater stark politisch und gehörte von 1880 bis 1910 der Hamburgischen Bürgerschaft an. Die Möglichkeit Mitglied des Hamburger Senates zu werden, war Wolffson, da er jüdischen Glaubens war, verwehrt. Nach der bis 1918 gültigen Hamburger Verfassung mussten Senatoren getauft sein. Wolffson war dennoch sehr einflussreich und erhielt den Beinamen der Königsmacher, da er lange Zeit Fraktionsführer der sogenannten Fraktion der Rechten war, der stärksten Fraktion der Hamburger Bürgerschaft. Damit hatte er bestimmenden Einfluss wer in den Senat gewählt wurde.

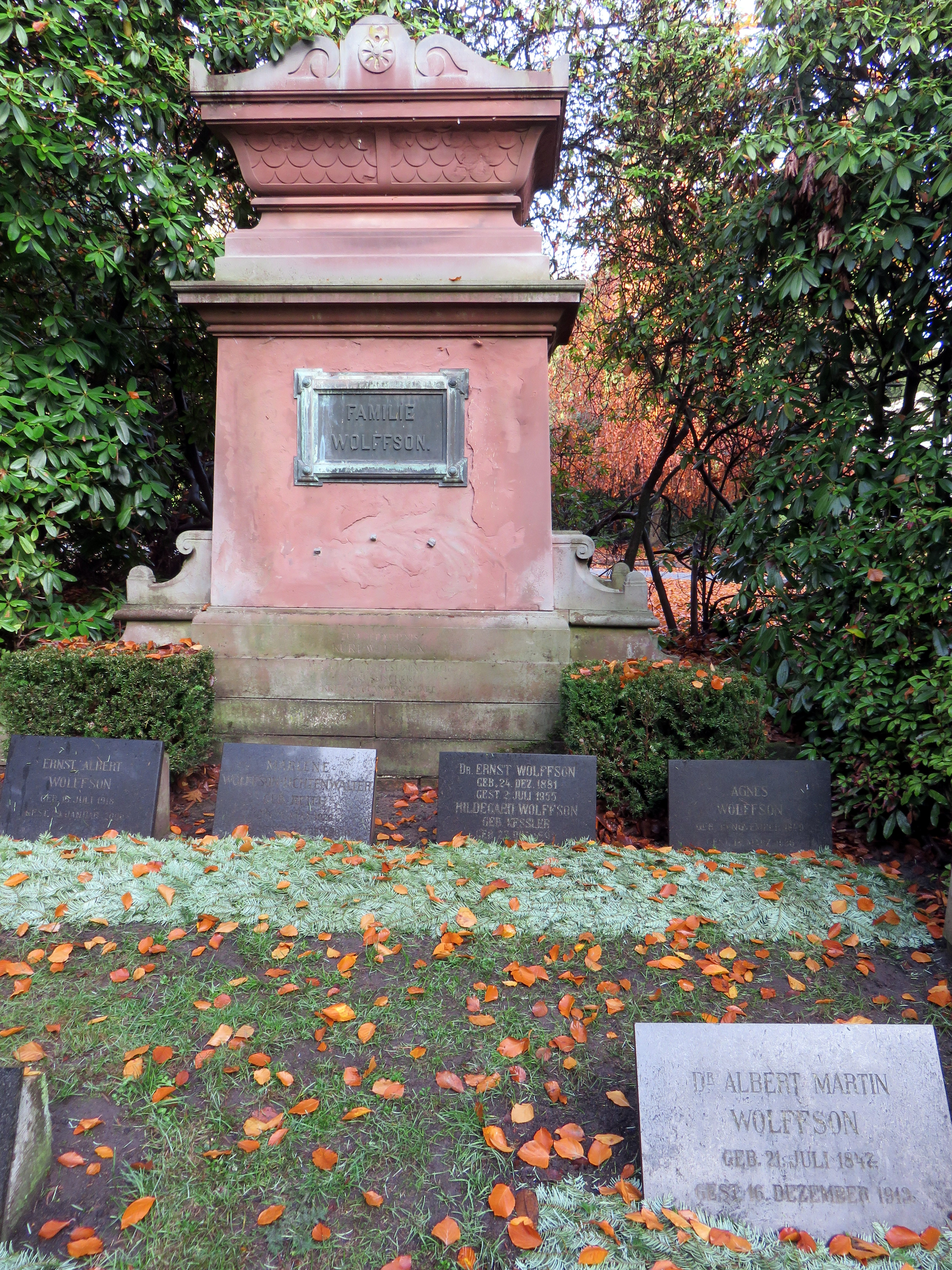
Kissenstein Albert Wolffson im Familiengrab auf dem Friedhof Ohlsdorf

Wolffson war von seiner Prägung her ein liberaler Politiker, die Abschaffung des Bürgergeldes als Wahlvoraussetzung für die Bürgerschaft und die Absenkung des Zensus nach der Choleraepidemie von 1892 gingen wesentlich auf seine Initiative zurück. Einen prägenden Einfluss hatte Wolffson auf den Politiker Carl Braband, dessen Vormund er war. Dieser sollte später Fraktionsführer der Fraktion der Vereinigten Liberalen werden. Bei der Verfassungsdebatte um die Wahlrechtsvorlage, die 1906 zum sogenannten Wahlrechtsraub führten, stimmte er gegen die Wahlrechtsverschlechterung und trat anschließend, da die Wahlrechtsverschlechterung beschlossen wurde, aus seiner Fraktion aus. Er schloss sich nicht der neu gegründeten Fraktion der Vereinigten Liberalen an, sondern blieb die folgenden vier Jahre fraktionslos.
Nur ganz wenige Abgeordnete, die sich gegen die Vorlage ausgesprochen hatten, behielten ihr altes Ansehen. Zu diesen wenigen gehörte der hervorragende Rechtsanwalt Dr. Albert Wolffson....
Von 1903 bis zu seinem Tod gehörte Wolffson dem Aufsichtsrat der Vereinsbank in Hamburg an. Von 1905 bis 1913 gehörte Wolffson dem Aufsichtsrat der Hypothekenbank in Hamburg an.
Albert Wolffson wurde im Bereich der Familiengrabstätte Wolffson auf dem Ohlsdorfer Friedhof in Hamburg im Planquadrat S 11 bei Kapelle 1 beigesetzt.

## Der Fall Geffcken
Wolffson war ein gefragter Anwalt, er verteidigte beispielsweise Friedrich Heinrich Geffcken, als dieser in einem von Otto von Bismarck angestrengten Prozess angeklagt und in Haft genommen wurde. Geffcken, wurde Verrat von Staatsgeheimnisse vorgeworfen, da er Tagebuchaufzeichnungen des mit ihm befreundeten verstorbenen Kaiser Friedrich III. veröffentlicht hatte. Bismarck wollte ein Exempel statuieren und Geffcken saß 90 Tage in Untersuchungshaft im Moabiter Zellengefängnis, bevor Wolffson die Einstellung des Verfahrens bewirkte.